# Simbabwische Cricket-Nationalmannschaft in den Niederlanden in der Saison 2019
Die Tour der simbabwischen Cricket-Nationalmannschaft in die Niederlande in der Saison 2019 findet vom 19. bis zum 25. Juni 2019 statt. Die internationale Cricket-Tour ist Bestandteil der Internationalen Cricket-Saison 2019 und umfasst zwei ODIs und zwei Twenty20s. Die Niederlande gewannen die ODI-Serie mit 2–0. Die Twenty20-Serie endete unentschieden 1–1.

## Vorgeschichte
Für beide Mannschaften ist es die erste Tour der Saison. Es ist die erste Tour der beiden Mannschaften gegeneinander die Spiele mit offiziellem Status enthält. Zwei Jahre zuvor spielte Simbabwe drei List-A-Spiele in den Niederlanden und umgekehrt die Niederlande drei List-A-Spiele in Simbabwe.

## Stadien
Die folgenden Stadien wurden für die Tour als Austragungsort vorgesehen.
| Stadion                   | Stadt     | Kapazität | Spiele      |
| ------------------------- | --------- | --------- | ----------- |
| Sportpark Het Schootsveld | Deventer  | 15.000    | 1. & 2. ODI |
| Hazelaarweg Stadion       | Rotterdam | 3.500     | 1. & 2. T20 |

## Kaderlisten
Simbabwe benannte seine Kader am 13. Juni 2019. Die Niederlande benannten ebenfalls am 13. Juni 2019 ihre Kader.
| Test | Test | ODI | ODI |
| Niederlande | Simbabwe | Niederlande | Simbabwe |
| --- | --- | --- | --- |
| - Pieter Seelaar (K) - Wesley Barresi - Ben Cooper - Scott Edwards (wk) - Brandon Glover - Vivian Kingma - Fred Klaassen - Bas de Leede - Max O’Dowd - Roelof van der Merwe - Paul van Meekeren - Tobias Visee - Saqib Zulfiqar | - Hamilton Masakadza (K) - Ryan Burl - Tendai Chatara - Elton Chigumbura - Craig Ervine - Kyle Jarvis - Tinashe Kamunhukamwe - Solomon Mire - Peter Moor - Christopher Mpofu - Richmond Mutumbami (wk) - Ainsley Ndlovu - Sikandar Raza - Brendan Taylor - Donald Tiripano - Sean Williams | - Pieter Seelaar (K) - Wesley Barresi - Ben Cooper - Scott Edwards (wk) - Brandon Glover - Vivian Kingma - Fred Klaassen - Bas de Leede - Max O’Dowd - Roelof van der Merwe - Paul van Meekeren - Tobias Visee - Saqib Zulfiqar | - Hamilton Masakadza (K) - Ryan Burl - Tendai Chatara - Elton Chigumbura - Craig Ervine - Kyle Jarvis - Tinashe Kamunhukamwe - Solomon Mire - Peter Moor - Christopher Mpofu - Richmond Mutumbami (wk) - Ainsley Ndlovu - Sikandar Raza - Brendan Taylor - Donald Tiripano - Sean Williams |

## One-Day Internationals

### Erstes ODI in Deventer
| 19. Juni Scorecard | Deventer | Simbabwe 205-8 (47/47)            | – | Niederlande 208-3 (42.4/47) |
|                    |          | Niederlande gewinnt mit 7 Wickets |   |                             |

### Zweites ODI in Deventer
| 21. Juni Scorecard | Deventer | Simbabwe 290-6 (50)               | – | Niederlande 291-7 (49.2) |
|                    |          | Niederlande gewinnt mit 3 Wickets |   |                          |

## Twenty20 Internationals

### Erstes Twenty20 in Rotterdam
| 23. Juni Scorecard | Rotterdam | Niederlande 199-6 (20)          | – | Simbabwe 150 (19.5) |
|                    |           | Niederlande gewinnt mit 49 Runs |   |                     |

### Zweites Twenty20 in Rotterdam
| 25. Juni Scorecard | Rotterdam | Niederlande 152-8 (20) / 9-1 (1)  | – | Simbabwe 152 (20) / 18-0 (1) |
|                    |           | Simbabwe gewinnt durch Super Over |   |                              |